# Nyctiophylax armigera
Nyctiophylax armigera är en nattsländeart som beskrevs av Jacquemart 1961. Nyctiophylax armigera ingår i släktet Nyctiophylax och familjen fångstnätnattsländor. Inga underarter finns listade i Catalogue of Life.